# Маріо Галіндо
Маріо Галіндо (ісп. Mario Galindo, нар. 10 серпня 1951, Пунта-Аренас) — чилійський футболіст, що грав на позиції захисника, зокрема, за «Коло-Коло» та національну збірну Чилі, у складі якої — учасник двох чемпіонатів світу.

## Клубна кар'єра
Народився 10 серпня 1951 року в місті Пунта-Аренас. Вихованець футбольної школи клубу «Коло-Коло». Дорослу футбольну кар'єру розпочав 1971 року в основній команді того ж клубу, в якій провів п'ять сезонів, взявши участь у 120 матчах чемпіонату. Більшість часу, проведеного у складі «Коло-Коло», був основним гравцем захисту команди.
Протягом 1976 року захищав кольори команди клубу «Евертон» (Вінья-дель-Мар), після чого повернувся до «Коло-Коло». Цього разу відіграв за команду із Сантьяго шість сезонів своєї ігрової кар'єри.
Протягом 1983 року захищав кольори команди клубу «Сантьяго Вондерерз». Завершив професійну ігрову кар'єру 1984 року все ж у клубі «Коло-Коло».

## Виступи за збірну
1972 року дебютував в офіційних матчах у складі національної збірної Чилі. Протягом кар'єри у національній команді, яка тривала 11 років, провів у формі головної команди країни 23 матчі.
Був учасником двох чемпіонатів світу —  1974 року у ФРН і 1982 року в Іспанії, на першому з них на поле не виходив, а на другому брав участь в одній грі.
Також був учасником двох розіграшів Кубка Америки (1975 року і  1979 року), на обох став віце-чемпіоном континенту.

## Титули і досягнення
- Срібний призер Кубка Америки: 1979